# Brandón Obregón Cuero
Brandón Leonardi Obregón Cuero (Pradera, Colombia, 12 de febrero de 2000) es un futbolista profesional colombiano que se desempeña como guardameta y actualmente milita en 9 de Octubre F. C. de la Serie B de Ecuador.

## Trayectoria
Nació en el Municipio de Pradera Valle, a 50 kilómetros de la ciudad de Cali. Como futbolista, se formó en la Real Academia de Pradera Valle, Club Deportivo Fútbol Paz y las Juveniles del América de Cali. Durante una participación de Obregón en la copa internacional Las Américas en Cali, un veedor lo contacto para llevarlo a Deportes Temuco, siendo integrado a la categoría sub-19 en 2018, bajo la dirección de Patricio Lira.
En 2019, ascendió al primer equipo, quedando como tercer portero tras José Luis Gamonal y Guillermo Orellana. Se mantuvo como tercer arquero hasta el año 2021, donde quedó como segundo tras Yerko Urra.
Para la temporada 2022, fue cedido a General Velásquez de la Segunda División Profesional de Chile. Para la siguiente temporada, fue nuevamente cedido, esta vez a Deportes Concepción de la Segunda División Profesional de Chile.

## Clubes
| Club                        | Div.                | Temporada           | Liga  | Liga  | Copas nacionales | Copas nacionales | Torneos internacionales | Torneos internacionales | Total | Total |
| Club                        | Div.                | Temporada           | Part. | Goles | Part.            | Goles            | Part.                   | Goles                   | Part. | Goles |
| --------------------------- | ------------------- | ------------------- | ----- | ----- | ---------------- | ---------------- | ----------------------- | ----------------------- | ----- | ----- |
| Deportes Temuco · Chile     | 2.ª                 | 2019                | 1     | 0     | 0                | 0                | —                       | —                       | 1     | 0     |
| Deportes Temuco · Chile     | 2.ª                 | 2020                | 0     | 0     | 0                | 0                | —                       | —                       | 0     | 0     |
| Deportes Temuco · Chile     | 2.ª                 | 2021                | 4     | 0     | 1                | 0                | —                       | —                       | 5     | 0     |
| Deportes Temuco · Chile     | Total club          | Total club          | 5     | 0     | 1                | 0                | 0                       | 0                       | 6     | 0     |
| General Velásquez · Chile   | 3.ª                 | 2022                | 22    | 0     | 4                | 0                | —                       | —                       | 26    | 0     |
| General Velásquez · Chile   | 3.ª                 | 2024                | 23    | 0     | 0                | 0                |                         |                         | 23    | 0     |
| General Velásquez · Chile   | Total club          | Total club          | 22    | 0     | 4                | 0                | 0                       | 0                       | 49    | 0     |
| Deportes Concepción · Chile | 3.ª                 | 2023                | 5     | 0     | 0                | 0                | —                       | —                       | 5     | 0     |
| Deportes Concepción · Chile | Total club          | Total club          | 5     | 0     | 0                | 0                | 0                       | 0                       | 5     | 0     |
| Total en su carrera         | Total en su carrera | Total en su carrera | 55    | 0     | 5                | 0                | 0                       | 0                       | 60    | 0     |
| 1. 2. 3.                    |                     |                     |       |       |                  |                  |                         |                         |       |       |